# Daphnis et Chloé

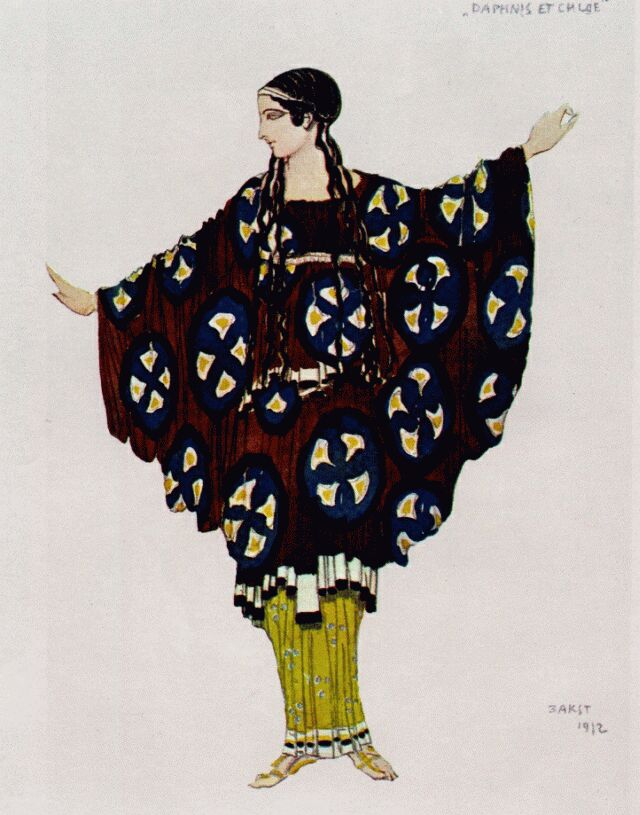
Skiss av Bakst

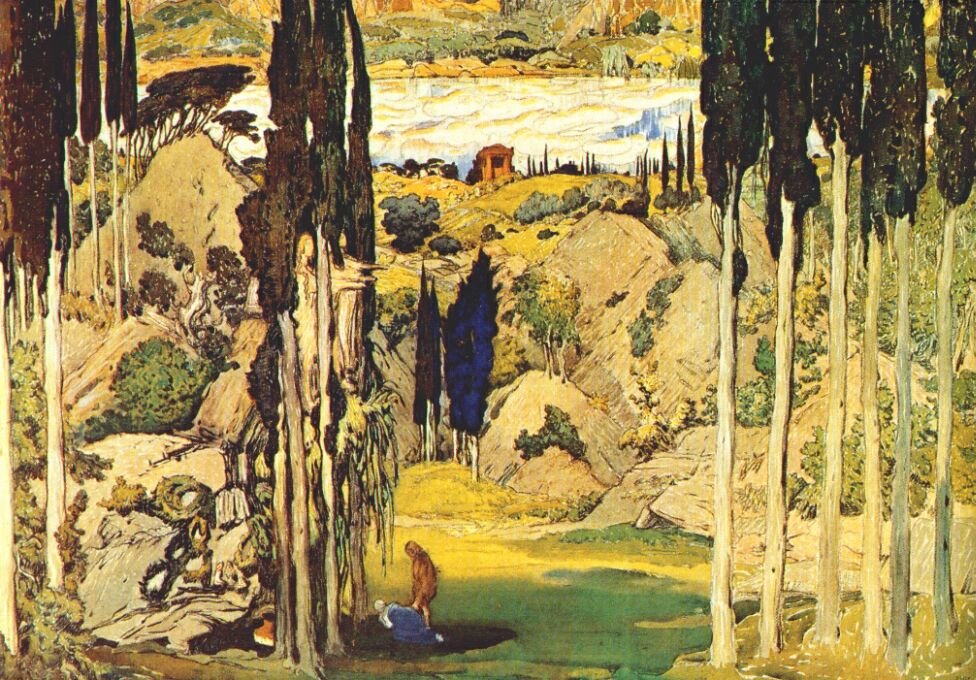
Skiss till akt 2 vid uruppförandet 1912

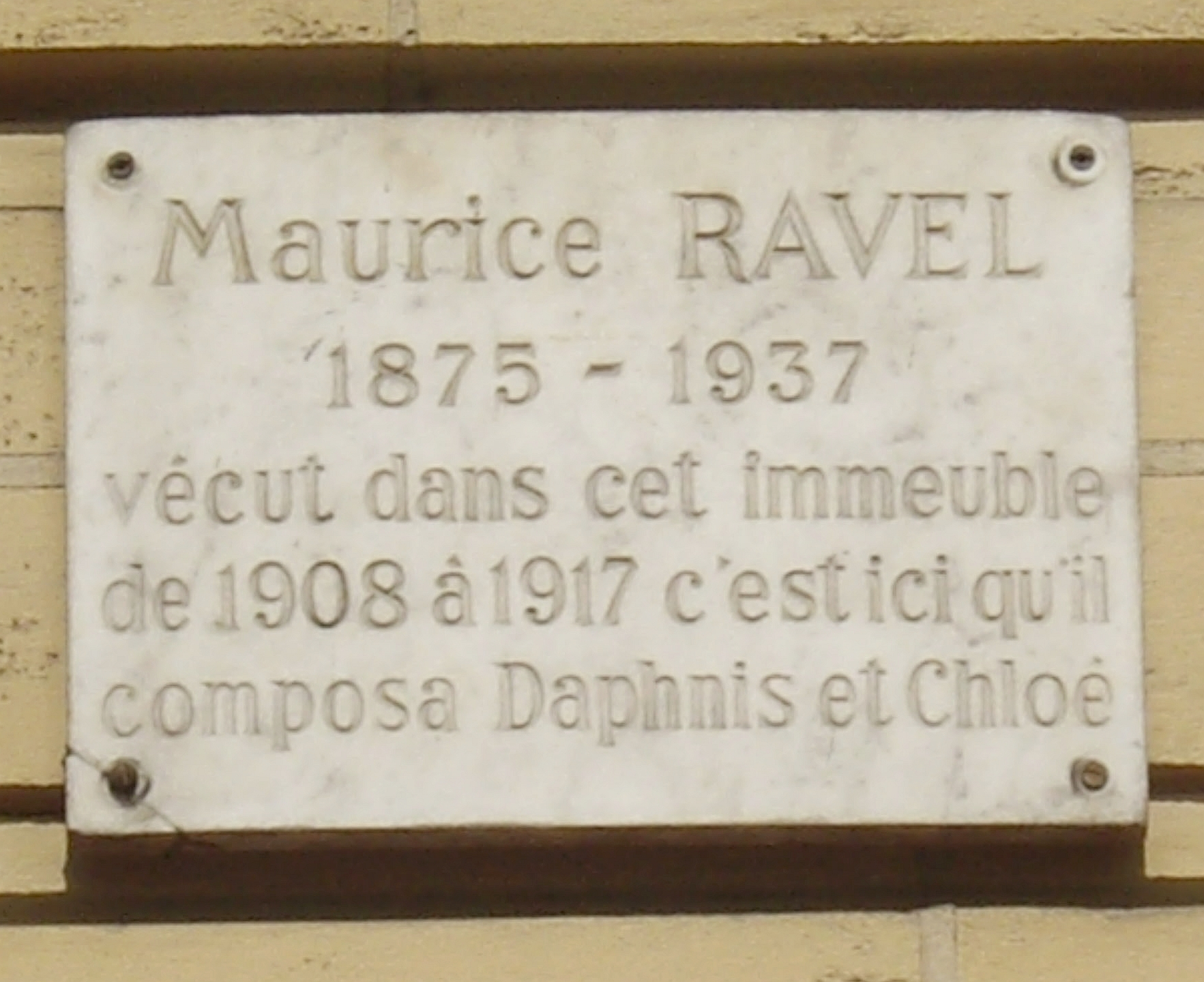
Plakett på 4 avenue Carnot i Paris där Ravel bodde medan han komponerade Dahnis et Chloé

Dapnis et Chloé är en balett med musik av Maurice Ravel. 
Ravel började komponera stycket 1909 på uppdrag av Sergej Djagilev och det uruppfördes den 8 juni 1912 i Paris av Ryska baletten. Koreografin utfördes av Michel Fokine och dirigent var Pierre Monteux. Wacław Niżyński och Tamara Karsavina dansade Daphnis och Chloé. Léon Bakst var scenograf. 
Musiken var mycket svår för de dansande och särskilt protesterade de mot 5/4-takten i slutscenen. Senare arrangerade Ravel om musiken till två symfoniska sviter och i denna form har verket blivit ett omtyckt konsertnummer. Berättelsen bygger på den antika sagan om herden Dafnis som älskar Chloé men förlorar henne när rövare härjar landet. Han får hjälp av Pan som kommer och befriar Chloé.
Svit nr I:
1. Nocturne
2. Interludium
3. Krigsdans
I mellansatsen ska en kör sjunga men utan text. Detta köravsnitt gav upphov till många tvister mellan Ravel och Djagilev, eftersom den senare tyckte att kören var onödig och alltför dyr.
Svit nr II:
1. Daggryning
2. Pantomim
3. Allmän dans
Pantomimen avser att illustrera historien om Pan och Syrinx, här framställda av Daphnis och Chloé. Nymfen Syrinx jagas av Pan och försvinner i vassen. I sin förtvivlan rycker denne till sig några vasstrån och gör en pipa som han blåser i. Då visar sig Chloé och dansar till hans musik. Finalen är Allmän dans.

## Diskografi (urval)
- Dahnis et Chloé. Boston Symphony Orchestra, Charles Munch, dirigent. RCA (ADD) SACD 82876 61388-2. Inspelat 1958.[1]